# Lophosaurus
Genre
Lophosaurus est un genre de sauriens de la famille des Agamidae.

## Liste des espèces
Selon The Reptile Database (9 juillet 2018), ITIS (9 juillet 2018) et NCBI (9 juillet 2018) :
- Lophosaurus boydii (MacLeay, 1884)
- Lophosaurus dilophus (A. M. C. Duméril & Bibron, 1837)
- Lophosaurus spinipes (A. M. C. Duméril & Bibron, 1851)